# Remodeling Her Husband
Remodeling Her Husband is een Amerikaanse filmkomedie uit 1920 onder regie van Lillian Gish en D.W. Griffith.

## Verhaal
Janie wil haar man hervormen, maar hij heeft nog steeds oog voor andere vrouwen. Hij schaamt zich voor haar, omdat ze zich niet kleedt als een garçonne. Nadat hij zich meermaals in nesten heeft gewerkt, verlaat Janie haar man om zaken te doen. Hij beseft uiteindelijk wat voor een schitterende vrouw Janie is en hij vraagt haar om vergiffenis.

## Rolverdeling
| Acteur         | Personage          |
| -------------- | ------------------ |
| Dorothy Gish   | Janie Wakefield    |
| James Rennie   | Jack Valentine     |
| Marie Burke    | Mevrouw Wakefield  |
| Downing Clarke | Mijnheer Wakefield |
| Frank Kingdon  | Mijnheer Valentine |